# Championnats du monde de ski nordique 1930
Navigation
1929 1931
Championnats du monde de ski nordique. L'édition 1930 s'est déroulée à Oslo (Norvège) du 27 février au 1er mars.

## Palmarès

### Ski de fond

#### Hommes
| Épreuves                         | Or               | Argent           | Bronze            |
| -------------------------------- | ---------------- | ---------------- | ----------------- |
| 28 février : Ski de fond 17 km H | Arne Rustadstuen | Trygve Brodahl   | Tauno Lappalainen |
| 1er mars : Ski de fond 50 km H   | Sven Utterström  | Arne Rustadstuen | Adiel Paananen    |

### Combiné nordique
| Épreuve                                   | Or               | Argent       | Bronze     |
| ----------------------------------------- | ---------------- | ------------ | ---------- |
| 27 février : Combiné nordique K90 / 15 km | Hans Vinjarengen | Leif Skagnæs | Knut Lunde |

### Saut à ski
| Épreuve                     | Or              | Argent          | Bronze       |
| --------------------------- | --------------- | --------------- | ------------ |
| 27 février : Saut à ski K70 | Gunnar Andersen | Reidar Andersen | Sigmund Ruud |

### Tableau des Médailles
| Rang | Nation   | Or | Argent | Bronze | Total |
| ---- | -------- | -- | ------ | ------ | ----- |
| 1    | Norvège  | 3  | 4      | 2      | 9     |
| 2    | Suède    | 1  | 0      | 0      | 1     |
| 3    | Finlande | 0  | 0      | 2      | 2     |